# Canton de Mens
Le canton de Mens est une ancienne division administrative française située dans le département de l'Isère et la région Rhône-Alpes.

## Géographie
Ce canton était organisé autour de Mens dans l'arrondissement de Grenoble. Son altitude variait de 484 m (Lavars) à 2 793 m (Cordéac) pour une altitude moyenne de 843 m.

## Histoire
- Après la Révolution, le canton de Mens comprenait également la commune de Pellafol, aujourd'hui rattachée au canton de Corps. La commune de Tréminis, maintenant rattachée au canton de Mens, faisait alors partie du canton de Clelles.
- De 1833 à 1848, les cantons de Clelles et de Mens avaient le même conseiller général. Le nombre de conseillers généraux était limité à 30 par département[1].

## Représentation

### Conseillers d'arrondissement (de 1833 à 1940)
| Période                                  | Période      | Identité                                     | Étiquette           | Qualité |
| ---------------------------------------- | ------------ | -------------------------------------------- | ------------------- | --- |
| 1833                                     | 1848         | M. Richard                                   |                     | Juge de paix à Mens                                                                                         |
|                                          |              |                                              |                     | |
|                                          | 1884 (décès) | M. Bettoux                                   |                     | |
| 1884                                     | 1885 (décès) | Hilaire Curtil (1826-1885)                   | Républicain libéral | Architecte, maire de Prébois                                                                                |
| 1885                                     | 1887 (décès) | Jean Francelin Benjamin Bachasse (1818-1887) |                     | Notaire à Mens                                                                                              |
|                                          |              |                                              |                     | |
| av.1895                                  |              | M. Ripert                                    |                     | |
|                                          |              |                                              |                     | |
| av.1922                                  | 1937         | Séraphin Bert (1868-1948)                    |                     | Agriculteur, maire de Prébois                                                                               |
| 1937                                     | 1940         | Paul Daniel Brachet (1867-1941)              | Radical             | Agent-voyer piqueur, maire de Mens (1935-1941)                                                              |
| 1940                                     |              |                                              |                     | Les conseils d'arrondissement ont été suspendus par la loi du 12 octobre 1940 et n'ont jamais été réactivés |
| Les données manquantes sont à compléter. |              |                                              |                     | |

### Conseillers généraux de 1833 à 2015
| Période | Période           | Identité                                | Étiquette     | Qualité |
| ------- | ----------------- | --------------------------------------- | ------------- | --- |
| 1833    | 1848              | Léon Duport-Lavillette (1791-1879)      |               | Président de chambre à la Cour d'appel de Grenoble Propriétaire à Grenoble |
| 1848    | 1858 (décès)      | Louis Crozet                            |               | Ingénieur divisionnaire Inspecteur général de 2e classe des Ponts et Chaussées Maire de Grenoble (1853-1858)                                                                                                  |
| 1859    | 1900 (décès)      | Edmond Richard-Bérenger (1822-1900)     | Conservateur  | Ancien chef de bataillon Propriétaire à Paris et à Mens |
| 1900    | 1919              | Louis Fribourg                          | SFIO          | Ouvrier tuilier puis commerçant |
| 1919    | 1928              | Jules-Paul Richard-Bérenger (1864-1941) | Conservateur  | Propriétaire à Mens |
| 1928    | 1934              | Louis Fribourg                          | SFIO          | Ouvrier tuilier puis commerçant, Marseille |
| 1934    | 1938 (démission)  | Jules Hyvrard                           | PDP           | Directeur d'une Caisse primaire familiale Sénateur (1946-1948) |
| 1938    | 1940              | Joannès Ravanat                         | SFIO          | Directeur d'imprimerie Ancien conseiller municipal de Grenoble Ancien conseiller général de Grenoble Député (1928-1942)                                                                                       |
|         |                   |                                         |               | |
| 1945    | 1949              | Jean Rolland                            | DVG puis PCF  | Professeur agrégé d'histoire puis Inspecteur de la Jeunesse et des Sports, Maire de Mens (1946-1947) |
| 1949    | 1955              | Louis Brun                              | MRP           | Maire de Mens (1953-1959) |
| 1955    | 1979              | Roger Brachet (1896-1994)               | Rad. puis MRG | Chef de division à la Préfecture de l'Isère Maire de Mens (1959-1971) |
| 1979    | 1979 (annulation) | Pierre Rolland                          | DVG           | Administrateur de la France d'Outre-Mer puis administrateur supérieur (Gouverneur général) des TAAF puis président directeur général de la Société française des Nouvelles-Hébrides Maire de Mens (1977-1983) |
| 1979    | 1985              | Pierre de Villard                       | UDF-CDS       | Entrepreneur, conseiller municipal de Grenoble |
| 1985    | 2004              | Jean-Auguste Richard (1924-2017)        | PS            | Chef d'entreprise, ancien conseiller municipal de Mens |
| 2004    | 2015              | Annette Pellegrin                       | PS            | Employée des chèques postaux Maire de Mens de 2008 à 2014 |

## Composition
Le canton de Mens groupait neuf communes et comptait 2 581 habitants (recensement de 1999 sans doubles comptes).
| Nom                     | Code Insee | Intercommunalité | Superficie (km2) | Population (dernière pop. légale) | Densité (hab./km2) |
| ----------------------- | ---------- | ---------------- | ---------------- | --------------------------------- | ------------------ |
| Mens (chef-lieu)        | 38226      | CC du Trièves    | 28,29            | 1 361 (2014)                      | 48                 |
| Cordéac                 | 38125      | CC du Trièves    | 26,62            | 207 (2014)                        | 7,8                |
| Cornillon-en-Trièves    | 38127      | CC du Trièves    | 13,92            | 171 (2014)                        | 12                 |
| Lavars                  | 38208      | CC du Trièves    | 14,80            | 150 (2014)                        | 10                 |
| Prébois                 | 38321      | CC du Trièves    | 16,03            | 164 (2014)                        | 10                 |
| Saint-Baudille-et-Pipet | 38366      | CC du Trièves    | 35,97            | 256 (2014)                        | 7,1                |
| Saint-Jean-d'Hérans     | 38403      | CC du Trièves    | 17,48            | 299 (2014)                        | 17                 |
| Saint-Sébastien         | 38456      | CC du Trièves    | 20,98            | 260 (2014)                        | 12                 |
| Tréminis                | 38514      | CC du Trièves    | 49,40            | 180 (2014)                        | 3,6                |

## Démographie
| 1962  | 1968  | 1975  | 1982  | 1990  | 1999  | 2006  | 2011  | 2012  |
| ----- | ----- | ----- | ----- | ----- | ----- | ----- | ----- | ----- |
| 2 869 | 2 590 | 2 398 | 2 400 | 2 480 | 2 581 | 2 959 | 3 042 | 3 045 |

## Redécoupage des cantons de l'Isère en 2015
Le 23 novembre 2013, la nouvelle carte cantonale de l'Isère a été présenté par le préfet Richard Samuel et, voté par l'Assemblée départementale de l'Isère. Le Conseil d'État publie le décret n°2014-180, le 18 février 2014, validant le redécoupage cantonal du département.
Les 9 communes du canton de Mens seront rattachées au canton de Matheysine-Trièves(La Mure).